# 五指山遗址
25°37′29″N 100°11′57″E / 25.62483°N 100.19925°E
五指山遗址，主体为南诏官家寺庙建筑群遗址，位于云南省大理州大理市太和街道洱滨村委会阳南村西，地处苍山马耳峰五指山麓，北距太和城遗址600米。

## 发掘情况
五指山遗址在大理“1806”小镇建设项目文物调勘中发现。2020年1月至7月，云南省文物考古研究所联合大理州、大理市文管所进行考古发掘，发掘面积6,000平方米。遗址内发现春秋战国、汉晋、南诏、元明等时期的遗存。主体遗存为南诏时期，发现塔基、大殿等建筑基址14座、夯土台基2处、磉墩155座、石墙63道、踏道3道、沟23道、砖瓦窑2座，出土纪年有字瓦、佛像、香炉、善业印模、经幢、塔式罐、净瓶、塔模、香炉、鸱吻及大量的瓦当、瓦片等建筑遗物:50-51。一号建筑基址为独立院落，出土“官家舍利”“官廿七年”“官廿九年”“九年大和苴”“卐”等文字的有字瓦。二号建筑基址为塔基。三号建筑基址为独立院落，其下叠压着两座南诏早期的砖瓦窑，出土“二王子”等有字瓦。有字瓦中的“官”指用于官方建筑或官窑生产、官家购买。“舍利”应该是塔名或是寺名。“官廿七年”“官廿九年”据推测分别为唐开元二十七年（739年）与开元二十九年（741年）。“二王子”有字瓦此前曾在崇圣寺遗址发现，指明了其南诏皇家寺庙的属性。:290-296

## 意义
南诏官家寺庙建筑群的年代在唐开元、天宝年间，正处南诏统一洱海区域的初期，属于南诏早期的寺庙建筑:288。建筑群位于太和城遗址范围内，被认为是太和城的寺庙功能区:293。该遗址进一步揭示了南诏寺庙布局特点和窑业生产状况，填补了南诏早期佛教信仰材料的缺失:51。

## 保护
五指山遗址作为太和城寺庙区，已被纳入太和城大遗址开展保护，保存较好的第一、三发掘区实施原址保护，并于2020年9月启动保护大棚的建设。